# متدولوژی مهندسی سازمان
متدولوژی مهندسی سازمان (به انگلیسی: Enterprise Engineering Methodology) و (به انگلیسی: EEM) متدولوژی مهندسی سازمان بستر سازمان یافته‌ای را فراهم می‌کند که امکان مطالعه بر یک سازمان و توسعه استراتژی اطلاعات سازمان (Enterprise Information Strategy) (EIS) در راستای اهداف سازمانی را ایجاد می‌کند.
متدولوژی مهندسی سازمان قسمتی از سری متدولوژیهایی با نام PRIDE می‌باشد که آنالیز سازمانی، مدلسازی، توسعه سیستم‌های اطلاعاتی و طراحی و یکپارچه سازی سازمانی را پشتیبانی می‌کنند.
در مفهوم PRIDE متدولوژی مهندسی سازمان اولین گام جهت تعریف محیط سازمانی می‌باشد که ارتباط مستقیمی با این پنج سؤال دارد: چه کسی؟ چه چیزی؟ کی؟ کجا؟ و چرا؟ (Who, What, When, Where and Why)(5W). هدف نهایی این متدولوژی اینست که یک محیط ناهمگن را به یک محیط همگن، جهت بهبود ارتباطات و ترویج همکاری میان سازمان، تبدیل نماید.
نتیجه نهایی متدولوژی مهندسی سازمان یک استراتژی اطلاعات سازمانی (EIS) می‌باشد که اولویت‌های سازمان را همراه با برنامه اجرایی آن‌ها توصیف می‌کند. 
EEM شامل پنج فاز میباشد، که هرکدام دربردارنده هفت فعالیت است.

## فازهای اصلی متدولوژی مهندسی سازمان
1. برنامه ریزی پروژه EEM: در این فاز سازمان برحسب ماموریت سازمانی خود، سازمانهای تأثیرگذار و برنامه کسب و کار خود را تعریف می‌کند. هدف این فاز اینست که یک پروژه EEM برای کل سازمان یا بخشی از آن (بازاریابی، تولید و ...) ایجاد می‌گردد.
2. آنالیز منطقی سازمان: در این فاز ساختار سازمانی تعریف می‌گردد. همچنین کارکرد آن‌ها شامل تأثیر سازمانهای بیرونی بر وظایف سازمانی و اطلاعاتی مورد نیاز برای مدیریت سازمان توصیف می‌شود. نتیجه ملموس این فاز مطالعه منطقی سازمان است.
3. آنالیز فیزیکی سازمان: این فاز ساختار فیزیکی سازمانی را مورد بررسی قرار می‌دهد. این آنالیز شبیه فاز دو می‌باشد با این تفاوت که آنالیز سازمان در اینجا اجرا هم می‌شود. در اینجا فعالیت‌ها و وظایفی که تکمیل نشده و برآورده نگردیده‌اند شناسائی و آنهایی اثربخش تر هستند مشخص می‌شوند. نتیجه ملموس این مرحله مطالعه فیزیک سازمان است.
4. ایجاد استراتژی اطلاعات سازمان: در این فاز استراتژی اطلاعات سازمان پیاده‌سازی و توسط مدیریت بررسی می‌شود. اهداف کوتاه مدت سازمان تعریف می‌شود. بعلاوه این استراتژی میبایست در راستای ماموریت و اهداف بلند مدت سازمان باشد. بنابراین، نیازمندی‌های اطلاعات هنگام تعریف اهداف باید در نظر گرفته شوند. معیارهای گروه بندی نیازمندی‌ها به صورت زیر دسته بندی می‌شوند:
  - طبقه‌بندی نیازمندی‌ها در یک بخش بخصوص مثل بازاریابی، مدیریت و ...
  - طبقه‌بندی نیازمندی‌ها توسط نوع اطلاعات مثل سیاست‌ها، روش‌ها، کنترل و عملیات.
  - طبقه‌بندی نیازمندی‌ها توسط اینکه آیا تا به حال به‌وسیله یک سیستم اطلاعاتی موجود ایجاد شده‌اند یا خیر.
  - یا ترکیبی از موارد فوق

اهداف سازمان دائما در اثر عوامل خارجی مانند شرایط بازار، اقتصاد، رقابت و غیره در حال تغییر هستند. بنابراین نیازمندی‌های اطلاعات نیز تغییر می‌کنند. اهداف، اولویت‌ها و پروژه‌ها دائما باید ارزیابی و مرور شوند تا اینکه سازمان بر اساس استراتژی اطلاعات سازمانی خود جلو رود، که همان خروجی این فاز می‌باشد.
5. ارزیابی EEM: این فاز مرحله شروع استراتژی اطلاعات سازمانی (EIS) است. در اینجا، پروژه‌های مهندسی سیستم‌های اطلاعاتی و مدیریت مرکز داده، شروع می‌گردد. بنابراین می‌توان گفت که EEM یک متدولوژی حلقه بسته (Closed Loop) می‌باشد، و استراتژی اطلاعات سازمانی کاملاً باز است. همچنین در این فاز پروژه EEM کنترل و بازرسی می‌شود. خروجی این فاز گزارش ارزیابی پروژه EEM است.

## چه کسی EEM را اجرا می‌کند؟
همانطوریکه مطالعات روی کسب و کار بطور علمی و سطح بالائی انجام گرفته‌است، در مهندسی سازمان نیز درگیر تحلیل و آنالیز مسائل سازمان، سیاستها و جهت‌های سازمان، می‌باشد. برای انجام و اجرای مؤثر چنین کاری، فردی نیاز است که کاملاً با مسائل کسب و کار آشنا بوده و در مقابل با رایانه و مهندسی نرم‌افزار از لحاظ تکنیکی کاملاً آشنا باشد. شاید بهتر باشد به‌عنوان مهندس سازمان از فردی فراتر از تحلیل گر کسب و کار و در مقابل تحلیل گر سیستم استفاده شود.

## فوائد
فوائد مهندسی سازمان بسیار زیاد است از جمله:
- - به شرکت این اطمینان را می‌دهد که راه درستی را انتخاب کرده‌است.
  - استراتژی اطلاعات سازمانی همواره با تغییر شرایط کسب و کار همگون است.
  - آگاهی و حساسیت بیشتر به عوامل خارجی مؤثر بر سازمان.
  - آگاهی بیشتر از ماموریت و ساختار سازمانی.
  - افزایش درک منابع انسانی و ایفای نقش انسان‌ها در سازمان.
  - ایجاد ساختار سازمانی قابل مدیریت.
  - بهبود ارتباطات درون سازمانی.
  - بهبود برنامه‌ریزی و اجرای پروژه ها.
  - ایجاد رویکردی مطمئن، مؤثر و هوشمند در تصمیم گیری.
  - آگاهی بیشتر از اهداف و اولویت‌های پروژه‌ها در سازمان.